# Crassula volkensii
Crassula volkensii är en fetbladsväxtart. Crassula volkensii ingår i släktet krassulor, och familjen fetbladsväxter.

## Underarter
Arten delas in i följande underarter:
- C. v. coleae
- C. v. volkensii